# Бакнанг
Бакнанг (нем. Backnang, алем. нем. Bagene) — город в Германии, районный центр, расположен в земле Баден-Вюртемберг.
Подчинён административному округу Штутгарт. Входит в состав района Ремс-Мур. Население составляет 35 395 человек (на 31 декабря 2010 года). Занимает площадь 39,37 км². Официальный код — 08 1 19 008.
Город подразделяется на 5 городских районов.

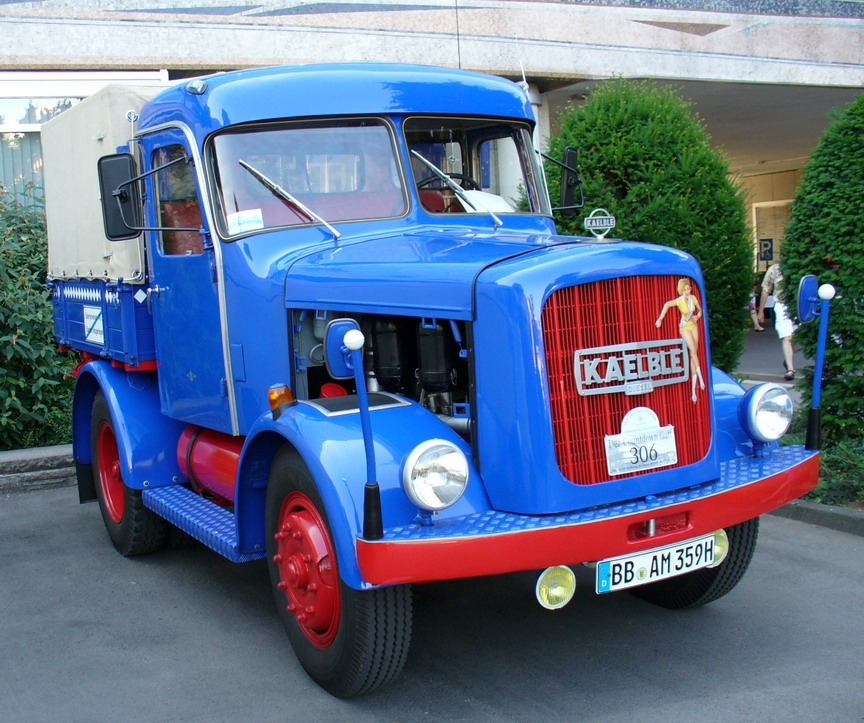
Бакнанг